# Szkoła Podstawowa Specjalna nr 6 w Warszawie
Szkoła Podstawowa Specjalna nr 6 w Warszawie – szkoła specjalna w Warszawie, zajmująca się edukacją i terapią dzieci i młodzieży z niepełnosprawnością intelektualną współwystępującą z autyzmem. Jest pierwszą w województwie mazowieckim placówką ukierunkowaną na edukację tej grupy osób.
Przed 1 września 2017 r. nosiła nazwę Zespół Szkół Specjalnych nr 97 w Warszawie.

## Uczniowie
W szkole kształcą się dzieci i młodzież z podwójna diagnozą. Mają zarówno orzeczenie o niepełnosprawności intelektualnej w stopniu umiarkowanym lub znacznym, jak i autyzmu.

## Historia
Szkoła powstała we wrześniu 2004 roku, na bazie lokalu po zamkniętej szkole specjalnej.
Od września 2007 roku działa w szkole zespół Wczesnego Wspomagania Rozwoju Dziecka z Autyzmem, który obejmuje terapią dzieci do 6 roku życia z diagnozą autyzmu.
W konsekwencji zmian w prawie oświatowym 1 września 2017 r. placówka zmieniła nazwę z Zespół Szkół Specjalnych nr 97 w Warszawie na obecną.

## Organizacja
W skład szkoły wchodzą:
- Zespół Wczesnego Wspomagania Rozwoju Dziecka[3];
- Specjalistyczny Punkt Konsultacyjny[4].

Przed 1 września 2017 roku Zespół Szkół tworzyły:
- Zespół Wczesnego Wspomagania Rozwoju Dziecka;
- Szkoła Podstawowa nr 6;
- Gimnazjum nr 68.

## Zajęcia specjalistyczne
Szkoła prowadzi szereg działań mających na celu wsparcie rozwoju uczniów. Wśród nich znajdują się zarówno specjalistyczne zajęcia rehabilitacyjne, jak i takie, które maja na celu aktywizację społeczną.
Poza zajęciami dydaktycznymi w szkole prowadzone są zajęcia logopedyczne, muzykoterapia, trening słuchowy, Snoezelen (czyli w Sali Doświadczana Świata) oraz metoda Integracji Sensorycznej.
Na terenie szkoły działa Sekcja Olimpiad Specjalnych. Organizowane są spotkania ze znanymi ludźmi w ramach akcji Czytanie zbliża (wcześniej Cała Polska czyta dzieciom). Na koncerty dla dzieci i młodzieży zapraszani są do szkoły muzycy z Filharmonii Narodowej. Od września 2017 roku działa w Szkole drużyna harcerska.
Organizowane są wycieczki szkolne i klasowe. Mają charakter krajoznawczy, kulturalny, a przede wszystkim pozwalają uczniom na uczestniczenie w życiu społecznym.

## Nagrody i wyróżnienia
- 2011 – Nagroda Prezydenta Warszawy „Szkoła z pomysłem” dla Szkoły Podstawowej Specjalnej nr 6 przy ul. Tarchomińskiej 4 na Pradze za pomysł na integrację[13].